# Сарума Генри
Сарума Генри (лат. Saruma henryi) — вид двудольных растений рода Сарума (Saruma) семейства Кирказоновые (Aristolochiaceae). Впервые описан британским ботаником Дэниелом Оливером в 1889 году.
Типовой вид своего рода.

## Распространение и среда обитания
Эндемик Китая, известный из провинций Ганьсу, Гуйчжоу, Хубэй, Цзянси, Шэньси и Сычуань.

## Ботаническое описание
Корневище крепкое, диаметром 5 мм.

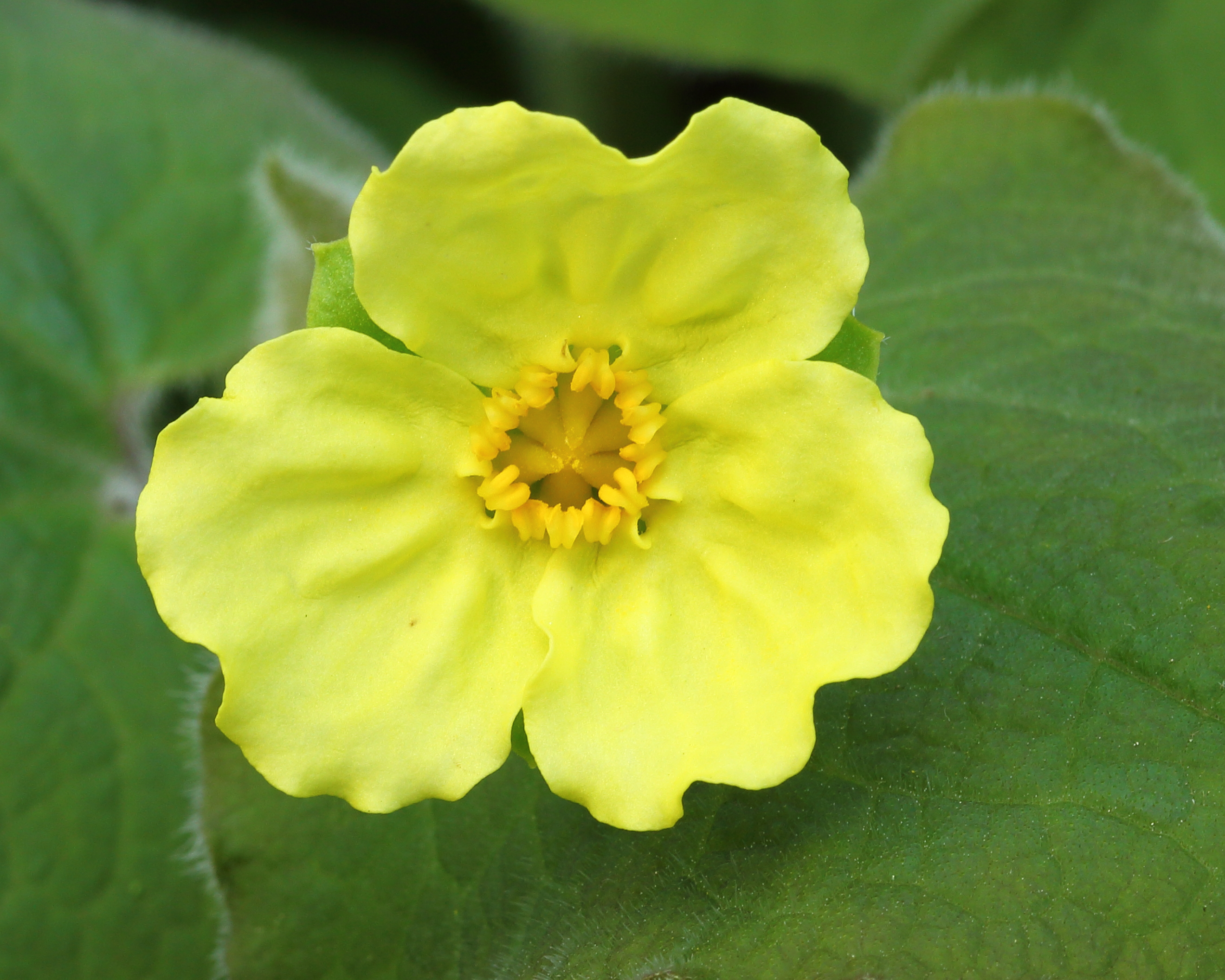
Цветок

Стебель опушённый, серо-коричневого цвета, высотой 0,5—1 м.
Лист сердцевидный, с заострённой вершиной.
Цветки с жёлтыми или жёлто-зелёными лепестками сердцевидной формы.
Семена дельтовидно-конические, морщинистые.
Цветёт с апреля по июль.

## Значение
Используется в медицине[уточнить].